# يشار نوري أوزتورك
يشار نوري أوزتورك هو كاتب وفيلسوف ومحامي وأستاذ جامعي وسياسي تركي، ولد في 5 فبراير 1951 في سرمانة ‏ في تركيا، وتوفي في 22 يونيو 2016 في إسطنبول في تركيا بسبب سرطان المعدة. نشط حزبياً في People's Ascent Party ‏. وقد انتخب عضو في البرلمان التركي.